# Amfilochia
Amfilochia  (în turcă Kervansaray) este un oraș în Grecia în prefectura Aetolia-Acarnania.